# 퀘스트 2

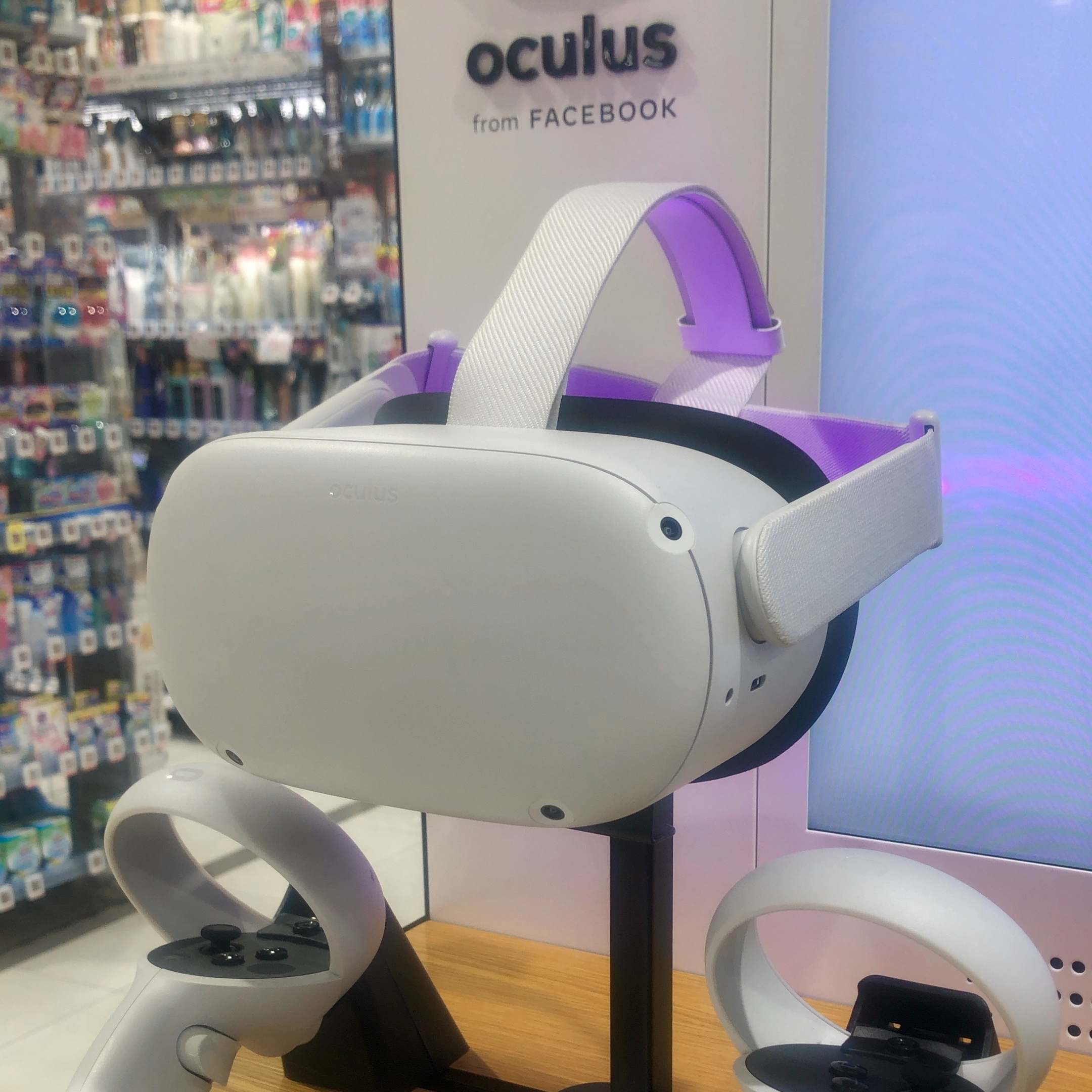

퀘스트 2(Quest 2)는 메타 플랫폼스 사업부인 리얼리티 랩스가 개발한 가상 현실 헤드셋이다. 2020년 9월 16일에 공개되었으며 10월 13일에 오큘러스 퀘스트 2(Oculus Quest 2)로 출시되었다. 이후 2022년에 페이스북사를 메타로 리브랜드링한 이후 메타 퀘스트 2(Meta Quest 2)로 브랜드가 변경되었다.
디자인은 비슷하지만 무게가 더 가벼워지고 내부 사양이 업데이트되었으며 새로 고침 빈도와 눈당 해상도가 더 높은 디스플레이, 배터리 수명이 향상된 업데이트된 오큘러스 터치(Oculus Touch) 컨트롤러를 갖춘 오리지널 오큘러스 퀘스트의 진화이다. 이전 제품과 마찬가지로 퀘스트 2는 내부 안드로이드 기반 운영 체제가 있는 독립형 헤드셋으로 실행되거나 데스크톱 컴퓨터에서 실행되는 오큘러스 리프트 호환 VR 소프트웨어로 실행될 수 있다.
퀘스트 2는 퀘스트의 점진적인 업데이트로 대부분 긍정적인 평가를 받았지만 헤드셋과 오큘러스 서비스를 이용하려면 기본 헤드 스트랩, 감소된 동공간 거리(IPD) 옵션, 사용자가 페이스북 계정으로 로그인해야 하는 새로운 요구 사항 등 일부 변경 사항은 비판에 직면했다.